# Masakra w Teodozji
Masakra w Teodozji – wymordowanie przez żołnierzy Armii Czerwonej rannych żołnierzy niemieckich, wziętych do niewoli w krymskim porcie Teodozja podczas walk na froncie wschodnim II wojny światowej. Ofiarami dokonanej 29 grudnia 1941 roku masakry było około 160 pacjentów tamtejszego szpitala polowego Wehrmachtu.

## Opis
Pod koniec grudnia 1941 roku niemal cały Krym znajdował się już w rękach niemieckich. Trwał szturm niemieckiej 11 Armii na ostatni sowiecki punkt oporu na półwyspie – twierdzę w Sewastopolu. Aby odciążyć jej obrońców Armia Czerwona rozpoczęła 26 grudnia tak zwaną kerczeńsko-teodozyjską operację desantową. Była ona fragmentem ogólnej sowieckiej kontrofensywy na całym froncie wschodnim.
Wojska sowieckie dokonały najpierw niespodziewanego desantu na półwyspie Kercz. Broniąca tego rejonu samotna niemiecka 46 Dywizja Piechoty zdołała jednak zlikwidować lub zablokować wszystkie sowieckie przyczółki. Sytuacja zmieniła się jednak diametralnie na niekorzyść Niemców, gdy 29 grudnia sowiecka 44 Armia dokonała niespodziewanego desantu w porcie Teodozja u nasady Półwyspu Kerczeńskiego. Jako pierwszy wdarł się do portu zespół dziesięciu ścigaczy i dwóch trałowców, który wysadził w nim trzystuosobową grupę szturmową piechoty morskiej, która błyskawicznie zajęła nadbrzeża i latarnię morską. Następnie do portu wpłynął ciężki krążownik Krasnyj Kawkaz, niszcząc ogniem z bliska niemieckie działa nadbrzeżne i umożliwiając lądowanie głównych sił.
W zajętym mieście doszło do masakry pacjentów tamtejszego szpitala polowego Wehrmachtu. Żołnierze sowieckiej piechoty morskiej, przeważnie pijani, zabili stu sześćdziesięciu rannych. Wielu pacjentów wyrzucono przez okna szpitala. Niektórych jeńców wywleczono z kolei nad brzeg morza i polano wodą, pozostawiając ich tam by zamarzli podczas panującego wówczas przenikliwego zimna.
Do zabijania jeńców niemieckich osobiście zachęcał specjalny przedstawiciel Stawki na Krymie, Lew Mechlis.